# Juan Manuel de Prada
Juan Manuel de Prada Blanco noto come Juan Manuel de Prada (Barakaldo, 31 gennaio 1970) è uno scrittore e opinionista spagnolo.

## Formazione letteraria
Sebbene nato a Barakaldo, trascorse l'infanzia e l'adolescenza a Zamora. Studiò giurisprudenza all'Università di Salamanca, dove si laureò, però mantenne sempre una ferma vocazione letteraria. La sua opera prima fu Fiche (Coños) (1994), un inusuale libro di prose liriche concepito come un omaggio a Seni (Senos) di Gómez de la Serna, che fu salutato con apprezzamento da grandi figure della letteratura spagnola come Francisco Umbral. L'anno seguente, De Prada pubblicò Il silenzio del pattinatore (El silencio del patinador), raccolta di dodici racconti brevi accomunati dall'uso della prima persona narrante e dall'adozione di una prosa barocca e curata, molto distante da quella degli altri autori della sua generazione. L'ultimo dei racconti di questo libro, Gálvez, è il germe del primo romanzo di De Prada, Le maschere dell'eroe (Las máscaras del héroe) (1996), ambiziosa opera di circa seicento pagine che ricrea la bohème spagnola del principio del XX secolo fino alla guerra civile, con due personaggi importanti: il poeta Pedro Luis de Gálvez e il suo antagonista, il personaggio immaginario, Fernando Navales. Per la stesura di questo romanzo, De Prada fece ricorso a numerose fonti letterarie, fra le quali Il romanzo di un letterato (La novela de un literato), di Rafael Cansinos Assens, e la Automoribundia di Gómez de la Serna. Sfila per le pagine del romanzo la pleiade quasi completa degli scrittori spagnoli del periodo anteriore alla guerra civile.
La sua opera seguente, La tempesta (La tempestad) (1997), di trama poliziesca, gli valse il Premio Planeta. Due delle sue opere seguenti, il romanzo Gli angoli dell'aria (Las esquinas del aire) e la collezione di saggi (Desgarrados y excéntricos), costituiscono veri e propri esercizi di archeologia letteraria: nel primo, il protagonista segue le orme della sportiva e scrittrice spagnola Ana María Martínez Sagi; il secondo libro menzionato è una raccolta di biografie di personaggi "desgarrados y excéntricos" della bohème letteraria, come Pedro Luis de Gálvez o Armando Buscarini. Firmò anche l'introduzione al libro Orgoglio. Poesia (in)completa (Orgullo. Poesía (in)completa), di Armando Buscarini, che raccoglie l'opera dell'"angelo custode" della sua vocazione letteraria.
Il romanzo La vita invisibile (La vida invisible) (2003) ottenne il Premio Primavera de Novela e il Premio Nacional de Narrativa nel 2004. Narra la storia di Alejandro Losada, un giovane scrittore spagnolo sul punto di sposarsi, la cui vita cambia radicalmente quando in un viaggio a Chicago conosce Elena, una donna impazzita dopo una delusione d'amore, e scopre la storia di Fanny, una pin-up degli anni cinquanta sparita senza lasciare traccia.
Il 29 gennaio 2007 ricevette il Premio Biblioteca Breve por il romanzo Il settimo velo (El séptimo velo).
Le sue opere sono pubblicate in italiano da Edizioni E/O.

## Giornalismo e altre attività
Dopo una breve comparsa sul giornale El Mundo, collabora abitualmente con il quotidiano spagnolo ABC. I suoi articoli sono stati raccolti fino alla data in due libri: Reserva natural (Riserva naturale) (1998) e Animales de compañía (Animali da compagnia) (2000).
Nei suoi articoli, De Prada esprime generalmente un punto di vista tradizionalista, e difende appassionatamente le posizioni della Chiesa cattolica su questioni controverse come l'aborto, l'eutanasia e il matrimonio omosessuale. Ottenne il Premio González-Ruano nel 1999.
Juan Manuel de Prada è un tradizionalista e nei suoi articoli difende posizioni vicine alla Chiesa cattolica sulle questioni di aborto o eutanasia. Da molti anni è editorialista del quotidiano di destra di Madrid ABC.
È anche molto critico nei confronti del liberalismo e dell'alienazione dell'individuo nel contesto del postmodernismo e del capitalismo, in una linea distributiva di pensiero socio-economico che lo attrae.
Apprezza il Medioevo e nega che sia un'età oscura e ritiene che il mondo occidentale abbia raggiunto il suo apice nel XIII secolo. La crisi che stiamo attraversando ha le sue radici nel XVI secolo. In questo momento, tre eventi essenziali sembrano comprendere la successiva storia europea: l'opera di Machiavelli, che separa la morale dalla politica; la rivolta contro la Chiesa romana, guidata da Lutero e la causa della nascita del protestantesimo; e la teoria politica di Jean Bodin, ideatore del concetto di sovranità che sovrapponeva lo Stato all'unità del Cristianesimo in un impero. Ritiene inoltre rilevanti la violazione legale di Hobbes e la violazione sociale della Pace di Westfalia. Tutti questi fallimenti si cristallizzarono durante la Rivoluzione francese del 1789, quando De Prada riteneva che "tutta la filosofia moderna" stesse diventando "anticristiana, antitomista e antiaristotelica".
Si oppone alla modernità, al puritanesimo e al capitalismo (ispirandosi al pensiero di Chesterton). Sostiene che Rousseau sia il padre dell'ingegneria sociale poiché ha elogiato Alexis de Tocqueville. Egli ha anche criticato Cartesio, Adam Smith, David Ricardo, Stuart Mill, Hegel o Nietzsche. Sostiene che "il progressivismo, in definitiva, non è altro che un'espressione svalutata dello spirito hegeliano del mondo". De Prada si oppone all'Unione europea, contrapponendo ad essa l'ispanità, simpatizza per il carlismo e difende la giustizia sociale. Considera il liberalismo economico "una delle idee più dannose nella storia dell'umanità". Unisce il capitalismo al comunismo. Afferma che il liberalismo crea le condizioni sociali, economiche e morali ottimali per il trionfo della sinistra socialista e del comunismo. Capisce che i mali che i giusti attribuiscono al comunismo sono in realtà causati dal capitalismo. Crede che papa Francesco difenda l'ortodossia economica della Chiesa. Laureato in giurisprudenza, è critico del positivismo. Influenzato da Aristotele, ritiene che conservatorismo e progressismo condividano una visione errata della natura umana: la visione liberale. È contrario al Processo di Bologna. Ha affermato che «la mentalità cattolica è così difensiva da non comprendere il senso dell'arte», «mostrare il peccato oggi è scandaloso», «l'artista deve mostrare come agisce la grazia nel territorio del diavolo» e che «in un cinema autenticamente cattolico, il male deve essere attraente». Concorda con Leonardo Castellani sul fatto che Baudelaire sia stato il più grande poeta cattolico del XIX secolo.
De Prada odia il puritanesimo:
»
e il fariseismo: 
In Spagna sono celebri anche le sue apparizioni a programmi televisivi e radiofonici.

## Opere
- Conos (Fiche) (Coños) (1994) - E/O, 1998. ISBN 887641407X
- Il silenzio del pattinatore (El silencio del patinador) (1995) - E/O, 2002. ISBN 8876414770
- Le maschere dell'eroe (Las máscaras del héroe) (1996) Premio Ojo Crítico de Narrativa. - E/O, 2000. ISBN 8876414215
- La tempesta (La tempestad) (1997) - E/O, 1998. ISBN 887641360X
- Gli angoli dell'aria: alla ricerca di Ana Maria Martinez Sagi (Las esquinas del aire: en busca de Ana María Martínez Sagi) (2000) - E/O, 2001. ISBN 8876414657
- La vita invisibile (La vida invisible) (2003) - E/O, 2006. ISBN 887641701X
- Il settimo velo (El séptimo velo) (2007) - Longanesi, 2008. ISBN 9788830425217
- Me hallará la muerte, Destino, 2012
- Morir bajo tu cielo, Espasa, 2014
- El castillo de diamante, Espasa, 2015. Premio della Critica di Castiglia e León del 2016-2017
- Mirlo blanco, cisne negro, Espasa, 2016
- Lucía en la noche, Espasa, 2019